# جنگل آمازون (فیلم)
«جنگل آمازون» (انگلیسی: Amazonia (film)) فیلمی در ژانر مستند است که در سال ۲۰۱۳ منتشر شد.